# Stefan Grabowski (zm. 1770)
Stefan Grabowski herbu Oksza (zm. 4 września 1770 w Siemianowiczach) – stolnik wołkowyski w latach 1756-1770, konsyliarz konfederacji słuckiej w 1767 roku.